# Альфан, Люк
Люк Альфа́н (фр. Luc Alphand; род. 6 августа 1965, Бриансон, департамент Верхние Альпы, Франция) — французский горнолыжник, авто- и мотогонщик, яхтсмен. Обладатель Кубка мира по горнолыжному спорту 1997 года и победитель ралли Лиссабон — Дакар в классе автомобилей в 2006 году. Единственный горнолыжник, добившийся подобного успеха в автоспорте.

## Спортивная карьера

### Горнолыжный спорт
В 1983 году на чемпионате мира среди юниоров выиграл золото в скоростном спуске и серебро в комбинации (уступив советскому горнолыжнику Леониду Мельникову).
Дебютировал в Кубке мира по горнолыжному спорту в 1984 году, но первую победу на этапе одержал лишь в январе 1995 года в Кицбюэле, в 29-летнем возрасте. Однако за последующие 2 года сумел совершить настоящий прорыв, одержав ещё 11 кубковых побед (всего за карьеру 10 побед в скоростном спуске и 2 — в супергиганте), что позволило Альфану выигрывать Кубок мира в скоростном спуске 3 года подряд (1995—1997), Кубок мира в супергиганте в 1997 году, и, наконец, Кубок мира в общем зачёте в том же 1997 году, когда он на 34 очка (1130 против 1096) опередил знаменитого норвежца Четиля Андре Омодта. На Олимпийских играх лучшим достижением Люка стало 4-е место в комбинации в 1988 году в Калгари.
Люк Альфан — один из трёх французов в истории (наряду с Жаном-Клодом Килли и Алексисом Пентюро), кто сумел выиграть Кубок мира в общем зачёте. Вскоре после завоевания Кубка мира Люк Альфан завершил свою горнолыжную карьеру и активно занялся автоспортом.

#### Кубки мира по горнолыжному спорту
- Общий зачёт — 1 раз: 1997
- Скоростной спуск — 3 раза: 1995, 1996, 1997
- Супергигант — 1 раз: 1997

#### Победы на этапах Кубка мира (12)
| №  | Сезон   | Дата        | Место               | Дисциплина            |
| -- | ------- | ----------- | ------------------- | --------------------- |
| 1  | 1994/95 | 13 янв 1995 | Кицбюэль            | Скоростной спуск      |
| 2  | 1994/95 | 14 янв 1995 | Кицбюэль            | Скоростной спуск (2)  |
| 3  | 1994/95 | 15 мар 1995 | Бормио              | Скоростной спуск (3)  |
| 4  | 1995/96 | 1 дек 1995  | Вейл                | Скоростной спуск (4)  |
| 5  | 1995/96 | 9 дек 1995  | Валь-д’Изер         | Скоростной спуск (5)  |
| 6  | 1995/96 | 2 фев 1996  | Гармиш-Партенкирхен | Скоростной спуск (6)  |
| 7  | 1996/97 | 20 дек 1996 | Валь-Гардена        | Скоростной спуск (7)  |
| 8  | 1996/97 | 29 дек 1996 | Бормио              | Скоростной спуск (8)  |
| 9  | 1996/97 | 24 янв 1997 | Кицбюэль            | Скоростной спуск (9)  |
| 10 | 1996/97 | 29 янв 1997 | Лакс                | Супергигант           |
| 11 | 1996/97 | 21 фев 1997 | Гармиш-Партенкирхен | Супергигант (2)       |
| 12 | 1996/97 | 22 фев 1997 | Гармиш-Партенкирхен | Скоростной спуск (10) |

#### Зимние Олимпийские игры
| Олимпийские игры | Скоростной спуск | Супергигант | Гигантский слалом | Слалом | Комбинация |
| ---------------- | ---------------- | ----------- | ----------------- | ------ | ---------- |
| 1988 Калгари     | DNF              | 7           | —                 | —      | 4          |
| 1992 Альбервиль  | 12               | 16          | —                 | —      | —          |
| 1994 Лиллехаммер | 8                | 8           | —                 | —      | —          |

### Автоспорт

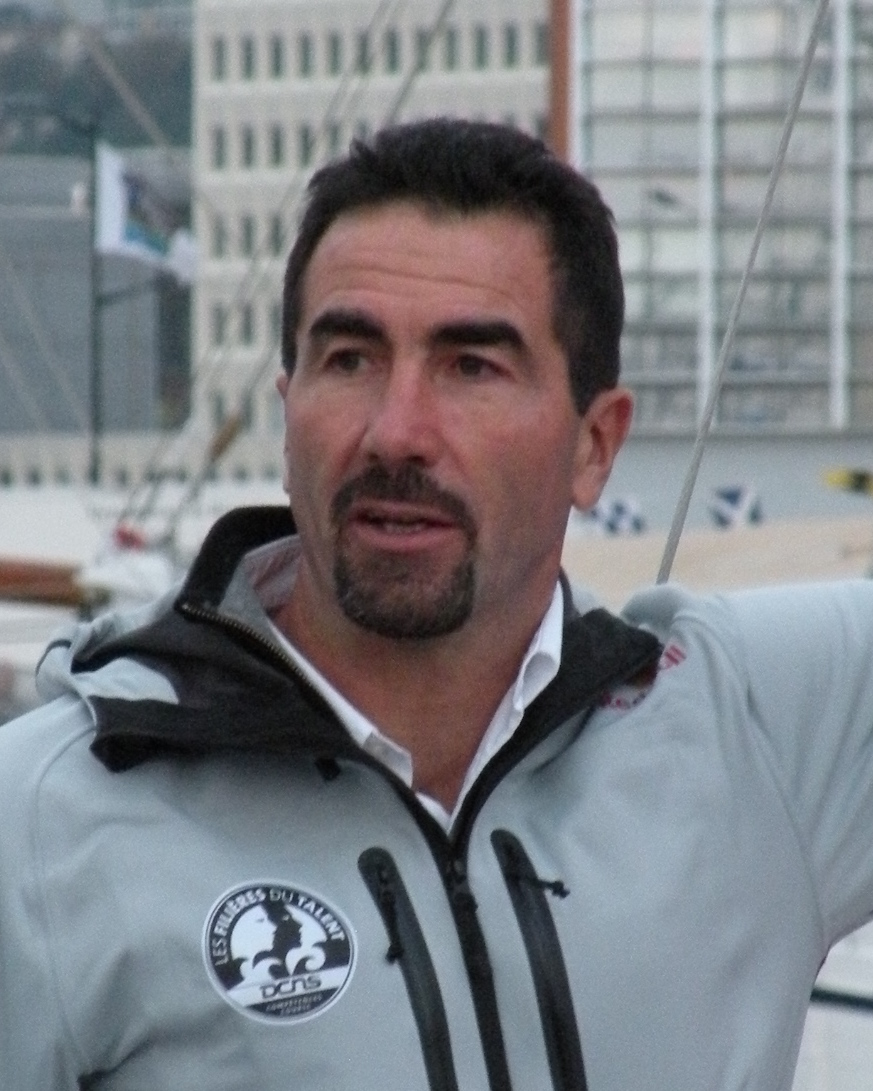
Альфан в 2011 году

Сначала Альфан участвовал в различных чемпионатах по кольцевым автогонкам, в частности, принимал участие в «24 часах Ле-Мана», однако наиболее значительного успеха достиг на знаменитом Ралли Дакар, где в 2005 году Люк занял второе место в зачёте автомобилей после Стефана Петеранселя, а в 2006 году выиграл этот зачёт на автомобиле Mitsubishi Pajero (штурман — Жиль Пикар, который уже побеждал на Ралли Дакар в 1998 году вместе с Жаном-Пьером Фонтене). В 2007 году Альфан вновь занял второе место в зачёте автомобилей, уступив лишь Стефану Петеранселю.
В июне 2009 года Альфан, участвуя в мотогонке Rand’Auvergne, попал в аварию и сломал позвоночник. Менеджер гонщика сообщил, что процесс восстановления будет медленным, но непоправимого ущерба здоровью Альфана нет. В ноябре 2010 года Альфан заявил о прекращении своей автогоночной карьеры в связи с проблемами со здоровьем. При этом Альфан заявил, что не будет дальше участвовать в работе команды Luc Alphand Aventures, созданной им специально для своей карьеры в автоспорте.
Интересно, что по пути Альфана пошёл другой известный горнолыжник, итальянец Кристиан Гедина, который после окончания горнолыжной карьеры занялся автоспортом. Как и Альфан, Гедина был мастером скоростного спуска.

### Парусный спорт
В 2011 году Альфан начал карьеру в парусном спорте.

## Семья
Дочь Люка Эстель Альфан (род. 1995) пошла по стопам отца и стала горнолыжницей. На первых зимних юношеских Олимпийских играх в январе 2012 года в Инсбруке Эстель выиграла четыре медали, включая золото в супергиганте. В Кубке мира Эстель несколько раз попадала в 10-ку лучших, выступала на Олимпийских играх 2018 года под флагом Швеции. 
Сын Нильс Альфан (род. 1996) также стал горнолыжником, в 2017 году выиграл золото в супергиганте на чемпионате мира среди юниоров, набирал очки в Кубке мира. Ещё один сын Сэм Альфан (род. 1997) занимается в том же горнолыжном клубе, что и Нильс, выступает на этапах Кубка мира, однажды занял 23-е место. Таким образом, все три ребёнка Люка набирали очки в Кубке мира.

## Альфан — пивовар
В 1998 году в Валлуизе, Верхние Альпы, Люк вместе со своим братом Лионелем открыл пивную. В ней посетителям предлагаются 6 сортов пива под собственной маркой L&L ALPHAND.